# Хазарьян, Семён Аркадьевич
Семён Аркадьевич Хазарьян (22.05.1922 — 24.03.1977) — командир отделения 496-й отдельной разведывательной роты. Герой Советского Союза.

## Биография
Родился 22 мая 1922 года в городе Мелитополь ныне Запорожской области в семье служащего. Украинец. Член ВКП(б)/КПСС с 1942 года. Окончил 10 классов.
В Красной Армии с августа 1941 года. В действующей армии с сентября 1941 года. Воевал в составе 38-го инженерного полка на Южном и Северо-Кавказском фронте. После расформирования полка в октябре 1942 года был направлен в 496-ю отдельную разведывательную роту 236-й стрелковой дивизии, где был назначен заместителем политрука. В сентябре-декабре 1942 года участвовал в Туапсинской оборонительной, а с января 1943 года — в Северо-Кавказской наступательной операциях, освобождал Майкоп и Краснодар.
Здесь Хазарьяну пригодились навыки сапёра, приобретённые за время службы в инженерном полку. Так, при выполнении боевой задачи в районе посёлка Шаумян при продвижении советских частей он 15-16 января 1943 года разминировал 25 землянок и блиндажей, заминированных противником. 17-18 января разминировал минное поле площадью 4000 квадратных метров, провёл через минное поле разведывательную группу. 19 января, будучи в дозоре, уничтожил двух немецких наблюдателей и одного снайпера. За отличие в этих боях красноармеец Хазарьян был награждён орденом Красной Звезды.
В марте 1943 года 236-я стрелковая дивизия в составе 46-й армии была выведена в резерв и после доукомплектования в июне 1943 года вошла в состав Юго-Западного фронта, где участвовала в Донбасской стратегической операции, а в сентябре того же года передана Степному фронту.
В конце сентября 1943 года 46-я армия вышла к Днепру севернее Днепродзержинска. Отделение разведчиков 496-й отдельной разведывательной роты во главе со старшиной Xазарьяном в составе группы лейтенанта Шпаковского в ночь на 26 сентября 1943 года скрытно переправилось через Днепр в районе села Сошиновка, разведало систему обороны противника. После доклада о высадке группы на правый берег устремились подразделения 509-го стрелкового полка. На середине реки они были обнаружены гитлеровцами. Враг открыл пулемётно-миномётный огонь. Группа Шпаковского внезапной атакой подавила огневые точки противника на господствующей высоте 134,4 и ворвалась в Сошиновку, положив начало созданию Аульского плацдарма. Старшина Хазарьян в этом бою огнём и в рукопашной схватке уничтожил семерых немецких солдат, захватил и уничтожил узел связи противника. Утром противники бросили на десантников крупные силы. Группа, усиленная стрелковым взводом, отбила 11 вражеских контратак и удержала плацдарм до подхода основных сил.
В последующих боях за расширение плацдарма Хазарьян неоднократно выполнял ответственные задания командования в качестве разведчика-лазутчика, добывая ценные разведывательные данные. Участвовал в освобождении Днепродзержинска и Днепропетровска.
Указом Президиума Верховного Совета СССР от 1 ноября 1943 года за мужество, отвагу и героизм старшине Хазарьяну Семёну Аркадьевичу присвоено звание Героя Советского Союза с вручением ордена Ленина и медали «Золотая Звезда».
После боёв на Днепре Хазарьян был направлен в Военно-политическое училище в Ленинграде, которое окончил в 1944 году. Воевал в Восточной Пруссии.
С 1946 года старший лейтенант Xазарьян — в запасе. В 1953 году окончил Высшие торговые курсы в Ленинграде. Жил в городе Харьков. Работал директором конторы вагонов-ресторанов. Умер 24 марта 1977 года. Похоронен на кладбище № 2 в Харькове.
Награждён орденом Ленина, двумя орденами Красной Звезды, медалями.